# Senior
För andra betydelser, se Senior (olika betydelser).
Senior är en människa som är äldre, motsatsen är junior. Man använder förkortningen sr, när far och son har samma förnamn. Då använder pappan Sr och sonen Jr. 
Inom sport är senior en åldersklass för vuxna utan övre åldersgräns, i motsats till ungdomsspelare och juniorer, som har en maxålder.

## Seniorbegreppet inom lagsport
Inom lagsporter finns det ingen övre åldersgräns för seniorspelare men oftast en undre gräns, till exempel:
- Inom fotboll betecknas enligt tävlingsbestämmelserna en spelare som senior från och med det kalenderår spelaren fyller 20 år, dessförinnan är spelaren junior respektive ungdomsspelare.[1]

- Inom ishockey betecknas enligt tävlingsbestämmelserna en spelare som senior från och med det kalenderår spelaren fyller 21 år, dessförinnan är spelaren junior respektive ungdomsspelare.[2]

- Inom handboll betecknas enligt tävlingsbestämmelserna en spelare som senior från och med det kalenderår spelaren fyller 20 år, dessförinnan är spelaren ungdomsspelare.[3]